# باتريك فاجدا
باتريك فاجدا هو لاعب كرة قدم سلوفاكي في مركز الدفاع، ولد في 20 مارس 1989 في بانسكا بيستريتسا في سلوفاكيا. لعب مع نادي بودبريزوفا.

## وصلات خارجية
- باتريك فاجدا على موقع قاعدة بيانات كرة القدم.إي يو (الإنجليزية)
- باتريك فاجدا على موقع Soccerway.com (الإنجليزية)